# 2014 FP43
2014 FP43 est un objet de la ceinture de Kuiper, de la famille des cubewanos.

## Caractéristiques
2014 FP43 mesure environ 253 kilomètres de diamètre.